# Thomas Frei
Thomas Frei (19 de enero de 1985) es un antiguo ciclista suizo ya retirado. 
En abril de 2010 fue suspendido provisionalmente por su equipo BMC Racing tras dar positivo por EPO durante el Giro del Trentino. Admitió haberse dopado desde el verano de 2008 sin que el equipo BMC fuese consciente. Fue condenado a una suspensión de dos años.

## Palmarés
2009
- 3.º en el Campeonato de Suiza en Ruta
- 1 etapa del Gran Premio Guillermo Tell

2012
- 2.º en el Campeonato de Suiza Contrarreloj